# Sames (Pyrénées-Atlantiques)
Sames település Franciaországban, Pyrénées-Atlantiques megyében. Lakosainak száma 703 fő (2022. január 1.). Sames Hastingues, Orthevielle, Port-de-Lanne, Sainte-Marie-de-Gosse és Guiche községekkel határos.

## Népesség
A település népessége az elmúlt években az alábbi módon változott:
| Lakosok száma | 687  | 698  | 710  | 699  | 703  | 709  | 707  | 705  | 703  |
|               | 2013 | 2015 | 2016 | 2017 | 2018 | 2019 | 2020 | 2021 | 2022 |